# José Mario Bacci Trespalacios

Bischofswappen von José Mario Bacci Trespalacios

José Mario Bacci Trespalacios CIM (* 19. März 1971 in Magangué, Departamento de Bolívar) ist ein kolumbianischer Ordensgeistlicher und römisch-katholischer Bischof von Santa Marta.

## Leben
José Mario Bacci Trespalacios trat der Ordensgemeinschaft der Kongregation von Jesus und Maria bei. Er studierte Philosophie an den Priesterseminaren San Carlos Borromeo in Cartagena und Valmaría in Bogotá sowie Katholische Theologie an der Päpstlichen Universität Xaveriana. Am 19. August 1995 legte Bacci Trespalacios die Profess ab und am 17. Dezember desselben Jahres empfing er das Sakrament der Priesterweihe. Nach weiterführenden Studien erwarb er an der Päpstlichen Universität Xaveriana ein Lizenziat im Fach Dogmatik und am Päpstlichen Bibelinstitut in Rom ein Lizenziat im Fach Bibelwissenschaft. Zudem absolvierte er einen Studienaufenthalt am Studium Biblicum Franciscanum in Jerusalem.
Bacci Trespalacios wirkte zunächst als Verantwortlicher für das Theologische Propädeutikum am Priesterseminar Cristo Sacerdote in Ambato in Ecuador sowie später als Verantwortlicher für den Vorbereitungskurs am nationalen Priesterseminar der Dominikanischen Republik und als Pfarrvikar in Yamasá. Anschließend war er Regens der Priesterseminare São José im Erzbistum Fortaleza (2000–2003), São José in Santos (2003–2007) und Nuestra Señora de Suyapa in Tegucigalpa (2012–2016). 2016 wurde José Mario Bacci Trespalacios Provinzial der kolumbianischen Ordensprovinz der Kongregation von Jesus und Maria.
Am 19. November 2021 ernannte ihn Papst Franziskus zum Bischof von Santa Marta. Der Erzbischof von Bogotá, Luis José Rueda Aparicio, spendete ihm am 25. Januar 2022 in der Kathedrale von Santa Marta die Bischofsweihe; Mitkonsekratoren waren der emeritierte Erzbischof von Cartagena, Jorge Enrique Jiménez Carvajal CIM, und der Erzbischof von Barranquilla, Pablo Emiro Salas Anteliz. Vom 17. Januar 2023 bis zum 9. September 2024 war Bacci Trespalacios zudem Apostolischer Administrator des vakanten Bistums El Banco.